# BWV
바흐 작품 목록(독일어: BWV; Bach Werke Verzeichnis)은 1950년 볼프강 슈미더가 붙인 바흐의 작품 번호로, 바흐 작품 목록집 《Thematisch-systematisches Verzeichnis der musikalischen Werke von Johann Sebastian Bach》에 들어있는 것이다. 장르별 분류이고, 앞번호는 칸타타 1번부터 시작하며, 현재는 BWV 1126 《Lobet Gott, unsern Herrn》이 마지막이다.
악장번호를 붙이지 않는 대신 ‘BWV 106/1’ 혹은 ‘BWV 232.12’과 같이 표현하여 큰 작품의 해당 악장을 나타낸다. 이는 각각 BWV 106의 1악장 혹은 BWV 232의 12번째 악장이라는 의미다.

## 주제에 의한 분류 방식
연대순 목록이 아니라는 점과, 악장별로 별도 번호를 부여하지 않는다는 점에서 볼프강 아마데우스 모차르트의 쾨헬 번호와 다르다. 유일한 예외는 《평균율 클라비어 곡집》인데, 이 작품은 악장 별 구성이 아니라 여러 가지 곡을 모은 것이기 때문이라고 한다.

## 다른 분류법

### 작품(Opus) 번호- 출판 순서에 기준
바흐는 원래 작품 번호(Opus)를 사용하지 않았으며, 출판조차 하지 않았기 때문에, 작품 번호는 의미가 없다.

### 작곡 순서에 따른 목록
필리페 쯔방은 바흐의 칸타타에 대하여(BWV 1-215 + 248-249), 작곡 순서에 따라 분류했다. 이는 웹페이지에 나와 있다.

이 목록은 1982년에 파리에서 출판되었고,1990년에는 개정판이 나왔다.

## 같이 보기
- 하인리히 쉬츠 작품목록 SWV
- 디트리히 북스테후데 작품목록 BuxWV
- 쾨헬 작품목록: 모짜르트의 작품
- 도이치 작품목록: 슈베르트의 작품

## 참고 문헌
1. ↑  “http://infopuq.uquebec.ca/~uss1010/catal/bacjs/corrbwvz.html”. 2007년 3월 9일에 원본 문서에서 보존된 문서. 2007년 3월 9일에 확인함. |title=에 외부 링크가 있음 (도움말)
2. ↑  《Guide pratique des cantates de Bach》, 1982, Paris, ISBN 2-221-00749-2
3. ↑  《Guide pratique des cantates de Bach》, 개정판, 1990, ISBN 3-7651-0255-5.